# Калама (САЩ)
Кала̀ма (на английски: Kalama) е град в окръг Каулиц, щата Вашингтон, САЩ. Калама е с население от 1783 жители (2000) и обща площ от 6 km². Намира се на 12 m надморска височина. ЗИП кодът му е 98625, а телефонният му код е 360.